# Android Jelly Bean

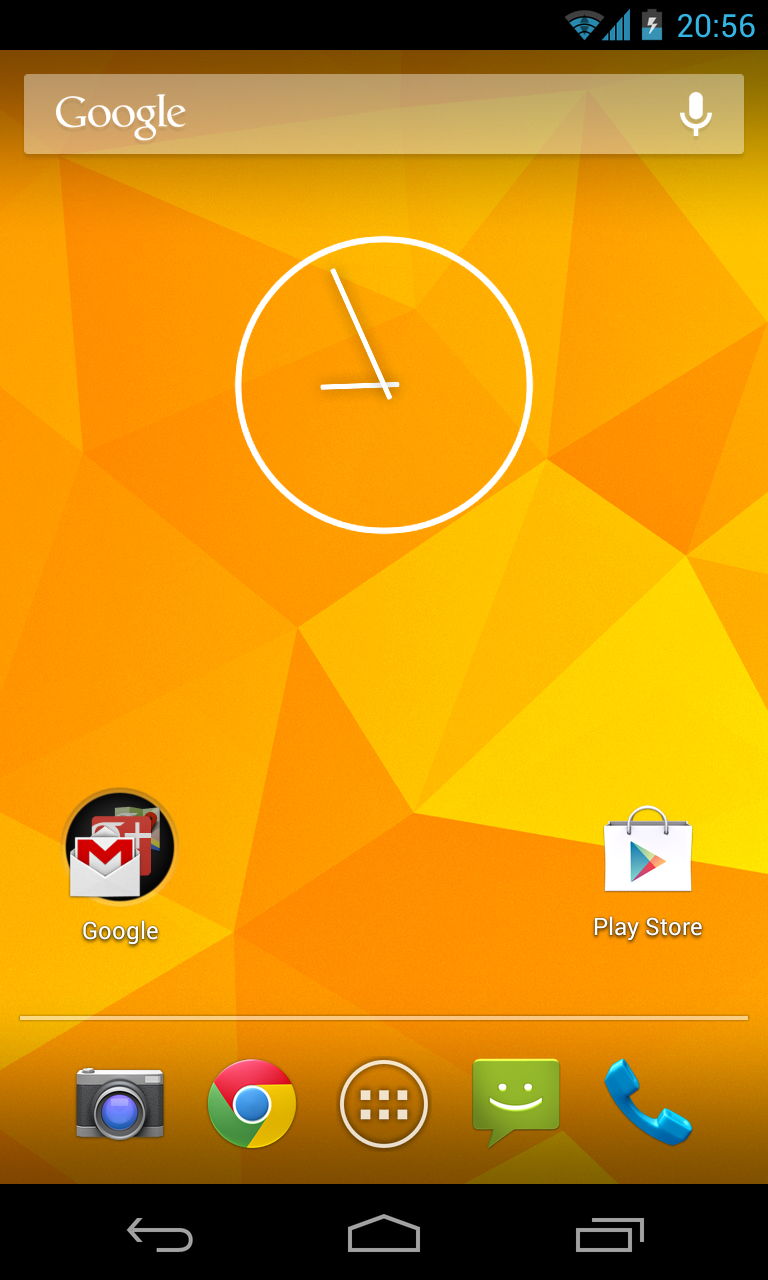
Android 4.2 auf dem Nexus 4

Android Jelly Bean ist die zehnte Version des von Google entwickelten mobilen Betriebssystems Android. Sie umfasst drei große Punktversionen (Versionen 4.1 bis 4.3.1). Zu den Geräten, auf denen Android 4.3 läuft, gehören das Asus Nexus 7 und das LG Nexus 4.
Die erste dieser drei Versionen, 4.1, wurde auf Googles-I/O-Entwicklerkonferenz im Juni 2012 enthüllt. Sie konzentrierte sich auf Leistungsverbesserungen, die dem Betriebssystem ein flüssigeres und reaktionsschnelleres Gefühl geben sollten, Verbesserungen am Benachrichtigungssystem und die erweiterbare Benachrichtigungen mit Aktionstasten ermöglichen. Zwei weitere Versionen wurden unter dem Namen Jelly Bean im Oktober 2012 bzw. Juli 2013 veröffentlicht, darunter 4.2, die weitere Optimierungen, Mehrbenutzer-Unterstützung für Tablets, Sperrbildschirm-Widgets, Schnelleinstellungen und Bildschirmschoner enthielt, und 4.3, die weitere Verbesserungen und Aktualisierungen der zugrunde liegenden Android-Plattform enthielt.
Die Jelly-Bean-Versionen wurden bis Ende August 2021 von den Google-Play-Diensten unterstützt, die letzte unterstützte Version entspricht der 21.30.99. Der Grund dafür ist, dass die für Android Jelly Bean benötigten API-Level 16, 17 und 18 ab diesem Zeitpunkt nicht mehr von den Google-Play-Diensten unterstützt werden.
Dabei entspricht API-Level 16 der Android-Version 4.1, Level 17 der Version 4.2 und Level 18 der Version 4.3.
Im September 2020 liefen nur 0,46 % der Android-Geräte mit Jelly Bean.